# Isabel de Celje
Isabel de Celje (1441-1455) foi a primeira esposa de Mattias Corvinus, então futuro Rei da Hungria.

## Paternidade
Elizabeth era filha de Ulrico II, Conde de Celje, e sua esposa, Catarina Branković. Seu pai era um Príncipe do Sacro Império Romano-Germânico, que também ocupou domínios no Reino da Hungria. Através de sua mãe, Isabel era neta de Jorge I Branković, Déspota da Sérvia.

## O noivado
O pai e o avô de Isabel eram adversários, de longo tempo, de João Corvino, que foi eleito Regente do Reino da Hungria, em 1446.[carece de fontes?]